# Xiaomi Pad 5
Xiaomi Pad 5 та Xiaomi Pad 5 Pro — планшетні комп'ютери від компанії Xiaomi. Xiaomi Pad 5 Pro має три варіації: Xiaomi Pad 5 Pro без підтримки мобільних мереж, Xiaomi Pad 5 Pro 5G з підтримкою мобільних мереж, GPS та іншим модулем основної камери та Xiaomi Pad 5 Pro 12.4 з більшим екраном та іншими відмінностями. Xiaomi Pad 5, Pad 5 Pro та Pad 5 Pro 5G були представлені в Китаї 10 серпня 2021 року разом із Xiaomi MIX 4, а Xiaomi Pad 5 Pro 12.4 ― 11 серпня 2022 року разом із Xiaomi MIX Fold 2 та Redmi K50 Ultra. Планшети є наступниками Xiaomi Mi Pad 4 та Mi Pad 4 Plus.
Для глобального ринку Xiaomi Pad 5 був представлений 15 вересня 2021 року разом з лінійкою Xiaomi 11T та Xiaomi 11 Lite 5G NE. Він став першим планшетом Xiaomi з часів першого Mi Pad, що продається за межами Китаю. В Україні Xiaomi Pad 5 був представлений 30 вересня того ж року з початковою ціною 10999 грн у комплектації 6/128 ГБ.

## Дизайн
Екран виконаний зі скла, грані — з алюмінію, а задня панель — з матового пластику.
Блок камери в Xiaomi Pad 5, Pad 5 Pro та Pad 5 Pro 5G подібний до такого в Xiaomi Mi 11 та Redmi K40. За дизайном планшети відрізняються тільки присутністю у стандартної моделі на блоці напису «13MP» на місці якого у Pro-моделі розміщений сенсор глибини. Блок камери на Xiaomi Pad 5 Pro 12.4 нагадує такий на Xiaomi 12.
У Xiaomi Pad 5, Pad 5 Pro та Pad 5 Pro 5G у вертикальному положенні знизу розміщені роз'єм USB-C, отвори під динаміки та мікрофон. Зверху розташовані другий мікрофон, отвори під динаміки та кнопка блокування, у яку в Pad 5 Pro та Pad 5 Pro 5G вбудовано сканер відбитків пальців. З лівого боку розташовані контакти для підключення клавіатури та слот під SIM-картку у Xiaomi Pad 5 Pro 5G. З правого боку розміщені кнопки регулювання гучності та місце для заряджання стилуса.
У Xiaomi Pad 5 Pro 12.4 у вертикальному положенні знизу розміщені роз'єм USB-C, отвори під динаміки та мікрофон. Зверху розташовані другий мікрофон, отвори під динаміки та кнопка блокування. З правого боку розміщені кнопки регулювання гучності та місце для заряджання стилуса. Контакти для підключення клавіатури розміщені у нижньому лівому кутку задньої панелі.
Xiaomi Pad 5, Pad 5 Pro та Pad 5 Pro 5G продавалися в кольорах Cosmic Gray (сірий), Pearl White (білий). Також в Китаї Xiaomi Pad 5 має зелений варіант задньої панелі.
Xiaomi Pad 5 Pro 12.4 продавався в 3 кольорах: чорному, Moriyama Green (зелений) та сріблястому.

## Технічні характеристики

### Платформа
Xiaomi Pad 5 отримав процесор Qualcomm Snapdragon 860 та графічний процесор Adreno 640.
Pro-моделі отримали процесор Qualcomm Snapdragon 870 та графічний процесор Adreno 650.

### Батарея
Батарея Xiaomi Pad 5 отримала об'єм 8720 мА·год, Pad 5 Pro та Pad 5 Pro 5G — 8600 мА·год, а Pad 5 Pro 12.4 — 10000 мА·год. Також Pad 5 має підтримку швидкої зарядки на 33 Вт, а Pro-моделі — 67 Вт. В Китаї планшети продаються без адаптера живлення, але його можна безкоштовно взяти при покупці планшета. Глобальна версія Xiaomi Pad 5 має у комплекті блок зарядки потужністю 22,5 Вт.

### Камера
Xiapmi Pad 5 отримав основну камеру 13 Мп, f/2.0 з автофокусом.
Xiapmi Pad 5 Pro отримав основну подвійну камеру 13 Мп, f/2.0 з автофокусом + 5 Мп, f/2.4 (сенсор глибини).
Xiapmi Pad 5 Pro 5G та отримав основну подвійну камеру 50 Мп, f/1.8 з фазовим автофокусом + 5 Мп, f/2.4 (сенсор глибини).
Xiapmi Pad 5 Pro 12.4 та отримав основну подвійну камеру 50 Мп f/1.8 з фазовим автофокусом + 2 Мп, f/2.4 (сенсор глибини).
Xiaomi Pad 5, Pad 5 Pro та Pad 5 Pro 5G отримали фронтальна камеру 8 Мп, f/2.0, а Pad 5 Pro 12.4 — 20 Мп, f/2.24.
Основна камера всіх моделей має можливість запису відео в роздільній здатності до 4K@30fps. Фронтальна камера Xiaomi Pad 5, Pad 5 Pro та Pad 5 Pro 5G вміє записувати відео в роздільній здатності 1080p@30fps, а Xiaomi Pad 5 Pro 12.4 — 1080p@60fps.

### Екран
Екран IPS LCD, 11" у Xiaomi Pad 5/Pro/Pro 5G та 12.4" у Xiaomi Pad 5 Pro 12.4, WQHD+ (1600 × 2560) зі щільністю пікселів 274 ppi (Pad 5/Pro/Pro 5G) або 244 ppi (Pad 5 Pro 12.4), співвідношенням сторін 16:10, частотою оновлення дисплею 120 Гц та підтримкою HDR10 і Dolby Vision.

### Звук
Xiaomi Pad 5 та Pad 5 Pro 12.4 отримали квадродинаміки, а Pad 5 Pro та Pad 5 Pro 5G — 8 динаміків. Отвори під динаміки розташовані у горизонтальному положенні по бокових гранях. У звичайної моделі та Pad 5 Pro 12.4 у кожному отворі по одному динаміку, а в Pad 5 Pro та Pad 5 Pro 5G — по два. Також присутня підтримка Dolby Atmos.

### Пам'ять
Xiaomi Pad 5 продавався в комплектаціях 6/128 та 6/256 ГБ,, Xiaomi Pad 5 Pro — 6/128, 6/256 та 8/256 ГБ, Xiaomi Pad 5 Pro 5G — 8/256 ГБ, а Xiaomi Pad 5 Pro 12.4 — 6/128, 8/256 та 12/512 ГБ.

### Програмне забезпечення

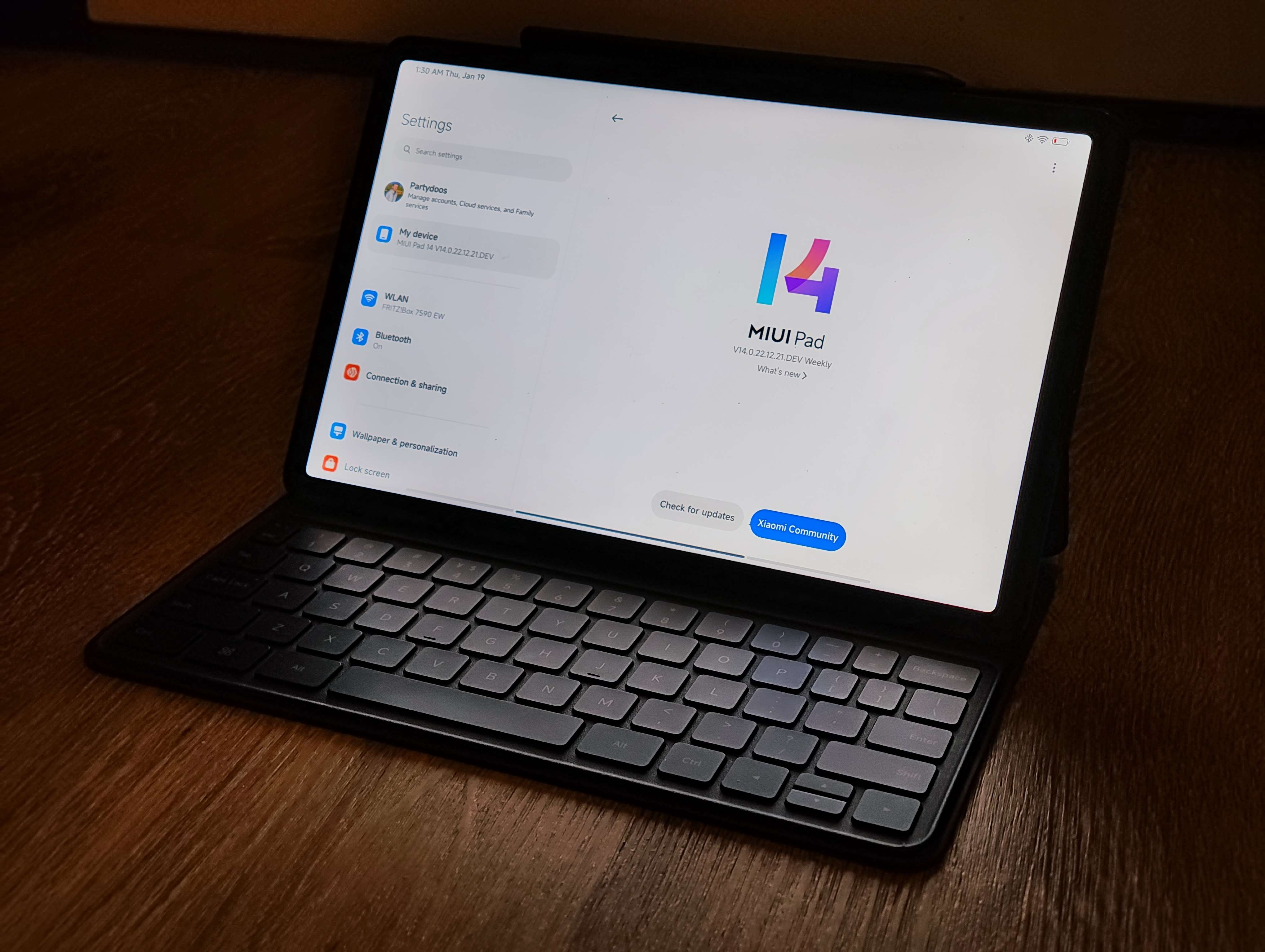
Xiaomi Pad 5 з MIUI Pad 14

Xiaomi Pad 5, Pad 5 Pro та Pad 5 Pro 5G були випущені на спеціально оптимізованій MIUI 12.5 під назвою MIUI для Pad на базі Android 11. MIUI для Pad відрізняється оптимізованістю системи та системних програм під великий дисплей планшетів та має додатковий пункт «Стилус та клавіатура» у налаштуваннях. Xiaomi Pad 5 Pro 12.4 був випущений на MIUI 13.1 Pad на базі Android 12.
Xiaomi Pad 5, Pad 5 Pro та Pad 5 Pro 5G були оновлені до Xiaomi HyperOS на базі Android 13, а Xiaomi Pad 5 Pro 12.4 — до Xiaomi HyperOS 2 на базі Android 14.

## Аксесуари

### Xiaomi Smart Pen
Xiaomi Smart Pen — стилус до планшетів Xiaomi. Розпізнає до 4096 рівнів натискань. Підключається до планшета по Bluetooth і заряджається, примагнітивши його до правої грані. Має дві кнопки: для письма, що ближче до кінчика стилуса, та для створення знімків екрана. При затисненні кнопки для письма можна швидко відкрити застосунок «Нотатки» для створення нотатки або малювання. При затисненні кнопки для знімку екрана можна зробити знімок екрана вибраної користувачем області. Також в застосунку «Нотатки» в режимі малюванні натискання на кнопку для письма змінює інструмент малювання, а затиснення перемикається на ластик; натискання на кнопку для знімку екрана перемикає між останніми кольорами. Стилус був представлений в Китаї разом з лінійкою Xiaomi Pad 5, а в Україні стилус поступив у продаж 21 жовтня 2021 року.

### Xiaomi Pad Keyboard
Xiaomi Pad Keyboard — чохол-клавіатура до лінійки Xiaomi Pad 5. Прикріплюється до планшета примагнічуванням до задньої панелі. Звичайна модель клавіатури підключається по магнітним контактам Xiaomi Pad 5/Pro/Pro 5G, що у вертикальному положенні розміщені зліва, а модель 12.4 — по магнітним контактам Xiaomi Pad 5 Pro 12.4, що у вертикальному положенні розміщені в лівому нижньому кутку задньої панелі. Стандартна модель була представлена разом із Xiaomi Pad 5, Pad 5 Pro та Pad 5 Pro 5G, а 12.4 — разом із Xiaomi Pad 5 Pro 12.4.

## Рецензії

### Xiaomi Pad 5
Оглядач з інформаційного порталу ITC.ua поставив Xiaomi Pad 5 4 бали з 5. До мінусів він відніс відсутність слота для SIM-картки та GPS. До плюсів оглядач відніс симпатичний дизайн, якісний дисплей, продуктивну платформу, хорошу автономність та звук. У висновку він сказав, що «Якщо ви шукаєте відносно недорогий планшет на Android для навчання або роботи, а також для ігор і перегляду контенту, то Xiaomi Pad 5 можна сміливо рекомендувати до придбання.»

## Продажі
31 серпня 2021 року Цуй Баоціу відзвітував, що першу партію Xiaomi Pad 5 та Pad 5 Pro, яка складала понад 200 тисяч пристроїв і поступила у продаж 10 серпня після презентації, було повністю розпродано.